# Manuel Friedrich
Manuel Friedrich (* 13. září 1979, Bad Kreuznach) je německý fotbalista, který nastupuje v dresu indického Mumbai City FC na postu středního obránce.

## Klubová kariéra
V letech 1999–2002 nastupoval za Mainz, odkud se poté přesunul do Werderu Brémy. V Brémách se však příliš neprosadil a poslední rok v tomto klubu strávil v B-týmu. Následoval návrat zpět do Mainzu, kde byl stabilním členem základní jedenáctky. Od roku 2007 hraje za Bayer Leverkusen. S tímto klubem měl podepsaný kontrakt do léta roku 2013. Poté přestoupil do Borussie Dortmund, která měla problémy s obranou.
V létě 2014 přestoupil do nově zformované indické ligy Indian Super League do klubu Mumbai City FC.

## Reprezentační kariéra
Manuel Friedrich si zahrál i několik zápasů za reprezentaci, poprvé byl nominován na přátelský zápase proti Spojeným státům, ale nezasáhl do něj. Debutoval 16. srpna 2006 proti Švédsku (výhra 3:0).
V devíti zápasech se mu podařilo vstřelit branku, a to v kvalifikačním zápase na EURO 2008 na hřišti San Marina. Němci zápas vyhráli vysoko 13:0. Friedrich nebyl nominován na žádný šampionát.

## Úspěchy
Bayer Leverkusen
- DFB-Pokal
  - 2. místo (2008/09)